# ダルコ・ギャビ
ダルコ・ボアテング・ギャビ（英語: Darko Boateng Gyabi、2004年2月18日 - ）は、イングランドとガーナのサッカー選手。ポジションはMF。

## クラブ歴
8歳の時にクレイ・ワンダラーズFCの下部組織でサッカーを始めた。11歳でミルウォールFCの下部組織に移り、2018年にマンチェスター・シティ EDSに加入した。2020-21シーズンにU-21チームでEFLトロフィーに出場した。
2022年7月4日、カルバン・フィリップスの移籍の代価の一部として500万ポンドでリーズ・ユナイテッドFCに4年契約で移籍した。同年11月9日にEFLカップで選手初出場を記録した。同年12月28日に古巣のマンチェスター・シティFC戦でプレミアリーグ初出場を記録した。

## 代表歴
代表ではイングランド代表として出場している。大会としては2023 FIFA U-20ワールドカップに参加した。

## プレースタイル
ボックス・トゥ・ボックスの右利きミッドフィールダーで、狭い所をドリブルで抜けていく技術が擢んでている。

## 私生活
ロンドン生まれだが、血筋はガーナに持っている。